# Ronny Aloema
Ronny Clyde Aloema (Suriname, 18 oktober 1979) is een Surinaams voetballer en politicus. Hij keepte voor verschillende Surinaamse topclubs en het nationale voetbalelftal. Rond 2017 trad hij toe tot de VHP. Van 2005 tot 2025 was hij lid van De Nationale Assemblée.

## Biografie
Ronny Aloema groeide op in een dorpje dicht bij Moengo. Vanaf 1986 raakte het dagelijkse ritme van slag door de Binnenlandse Oorlog. Geregeld moest hij het bos in rennen om te schuilen als er schoten klonken of helikopters overvlogen. Daarnaast hoorde hij angstaanjagende verhalen. Na het bloedbad van Moiwana bracht zijn vader het gezin in veiligheid en verhuisden ze naar de wijk Abrabroki in Paramaribo. Het eenvoudige traditionele leven dat hij had gekend veranderde abrupt: hij ging met de bus, moest eten kopen en zag criminaliteit van dichtbij. Twee jaar lang is hij niet naar school geweest. Daarnaast was zijn Nederlands niet zo goed en kreeg hij te maken met discriminatie.
Hij begon met voetballen op het veld onder de Jules Wijdenboschbrug. Op zijn tiende sloot hij zich voor het eerst aan bij een voetbalclub. Bij zijn club zag zijn trainer zijn kwaliteiten als keeper. Rond het jaar 2000, werd hij gescout door de club Roda JC uit het Nederlandse Kerkrade. Vanaf het moment dat hij in Nederland aan zou komen, zou alles voor hem betaald worden. Hij noch zijn ouders konden de reis echter betalen en deze droom ging daarom niet door. Wel kwam zijn kinderdroom uit, om de beste keeper van Suriname te worden, toen hij de keeper werd van het Surinaams voetbalelftal.
In 2009 kreeg hij de kans om voor duizend USD per maand voor FC Tobago te spelen. Daarnaast zouden voetbalkleding, eten en onderdak voor hem betaald worden. Deze kans pakte hij aan, maar viel tegen omdat afspraken in de praktijk niet nagekomen werden. Zijn maandsalaris werd slechts eenmaal volledig uitbetaald, het eten moest hij zelf maken en zijn hotel was vies. Binnen zeven maanden keerde hij terug. Hij speelde voor clubs als SV Voorwaarts en SV Transvaal, SV Robinhood, de Walking Boyz Company, Albina en SV Papatam.
Eind 2017 / begin 2018 werd hij politiek actief en lid van de Vooruitstrevende Hervormings Partij (VHP). Daarnaast was hij rond 2018 de vertegenwoordiger van de Alliance Française in Paramaribo en in die rol actief in de organisatie van de Fête de la musique.
Tijdens de verkiezingen van 2020 was hij kandidaat voor de VHP in Paramaribo. Toen zijn partij in de regering-Santokhi plaats nam, kwam een plaats voor hem vrij in De Nationale Assemblée. Hij wil zich onder meer richten op jeugd, voor wie hij een inspiratiebron wil zijn, en op ondernemerschap.
Tijdens de verkiezingen van 2025 stond hij op nummer 32 van de lijst van de VHP.